# Chytonix chucha
Chytonix chucha là một loài bướm đêm trong họ Noctuidae.